# Pico do Buraco
O Pico do Buraco é uma elevação portuguesa localizada na freguesia açoriana das Furnas, Vila da Povoação, ilha de São Miguel, arquipélago dos Açores.
Este acidente geológico tem o seu ponto mais elevado a 702 metros de altitude acima do nível do mar e é o ponto mais elevado registado na freguesia das Furnas.
Encontra-se nas suas imediações o Pico do Salto do Cavalo e nascem nas suas encostas alguns dos Afluentes da Ribeira dos Lagos.